# Tawfik Toubi

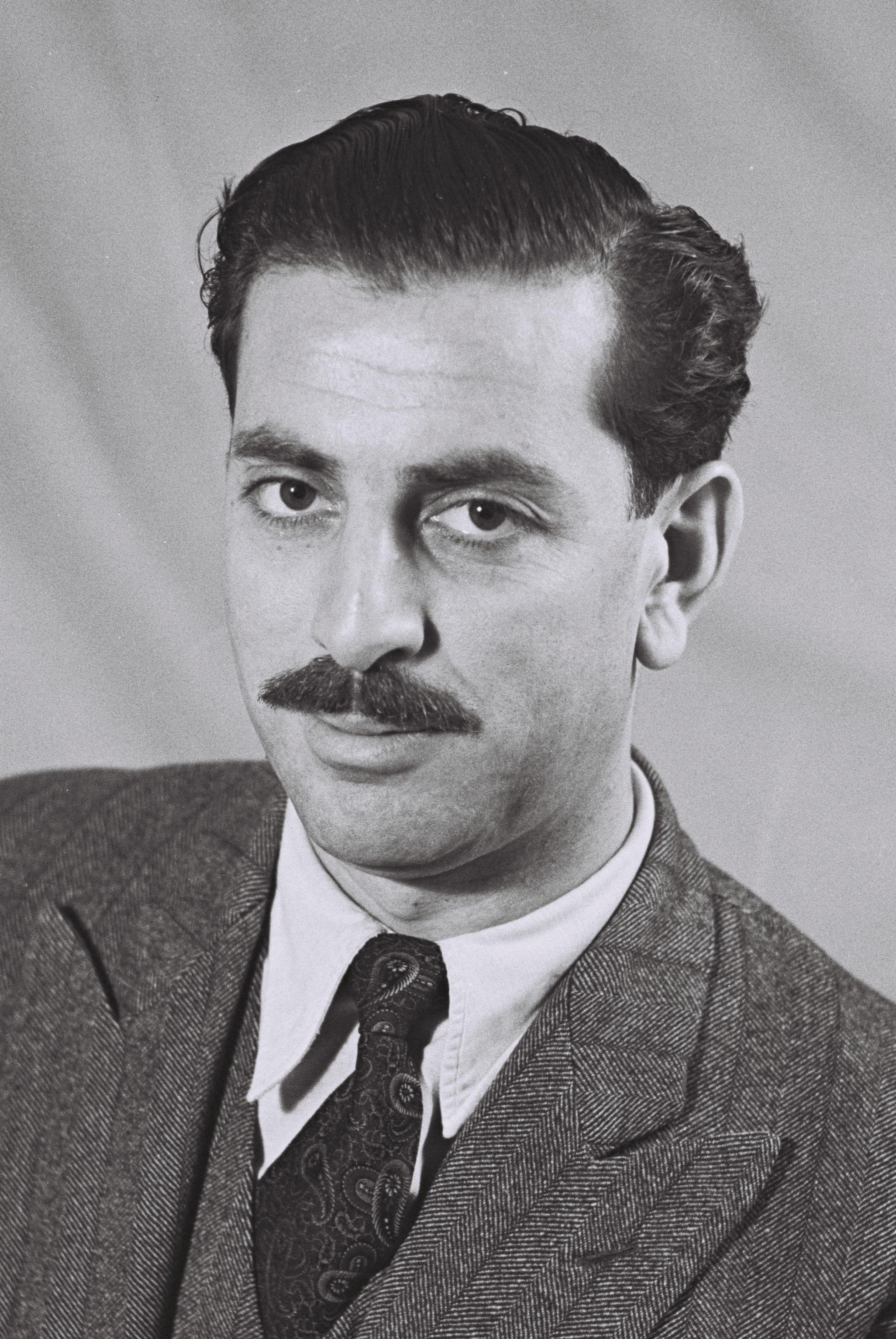
Tawfik Toubi (1951)

Tawfik Toubi (hebräisch תופיק טובי‎, arabisch توفيق طوبي, DMG Tawfīq Ṭūbiyy; * 11. Mai 1922 in Haifa; † 12. März 2011 ebenda) war ein israelischer Politiker der kommunistischen Parteien Maki und Rakach, langjähriges Mitglied der Knesset sowie ein bekannter Vertreter der arabischen Israelis.

## Leben
Toubi stammte aus einer christlichen arabischen Familie und besuchte christliche Schulen in Haifa und später das Britische Missionsinternat in Jerusalem. 1940 wurde er Mitglied der 1921 gegründeten Kommunistischen Partei Palästinas und gehörte 1943 zu den Mitgründern der Liga für nationale Befreiung. Zwischen 1943 und 1949 war er Mitarbeiter der Abteilung für öffentliche Arbeiten der britischen Mandatsverwaltung von Palästina sowie 1948 einer der Gründer der Israelischen Kommunistischen Partei (Maki), wobei er zugleich Mitglied von der Zentralkomitee, des Büros und des Sekretariats wurde.
Im Februar 1949 wurde er zum Mitglied der ersten Knesset gewählt und gehörte dieser als Vertreter der Kommunistischen Partei 41 Jahre lang bis Juli 1990 an. Während seiner langjährigen Mitgliedschaft war er Mitglied des Hauptausschusses sowie der Ausschüsse für Inneres, für Verfassung, Recht und Justiz, für Bildung und Kultur und für Wirtschaft.
Toubi, der 1950 auch Mitglied des Nationalen Friedenskomitees wurde, war zeitweise auch Mitglied des Weltfriedensrates. Daneben war er Herausgeber und Redakteur der arabischsprachigen kommunistischen Tageszeitung Al Itihad.
Landesweite Bekanntheit erreichte er 1956, als er das Massaker von Kafr Qasim aufdeckte, bei dem Mitglieder der Grenzpolizei 48 arabische Zivilisten ermordeten, außerdem starb ein ungeborenes Baby.
Als es 1965 zu einer Spaltung der Maki kam, sagte er sich zusammen mit Emil Habibi und Meir Vilner nach Meinungsverschiedenheiten über die zunehmende anti-israelische Haltung der Sowjetunion von der Maki los und wurde Mitglied der Rakach. Zwischen 1976 und 1989 wurde er stellvertretender Generalsekretär der Kommunistischen Partei, die nunmehr Teil des Wahlbündnisses Chadasch war. Im Anschluss wurde er Sekretär der Kommunistischen Partei und behielt diese Funktion auch nach seinem Ausscheiden aus der Knesset bis zum Jahr 1993.
Bei seinem Tode war Toubi das letzte lebende Mitglied der ersten Knesset.